# Vandenberg Air Force Base

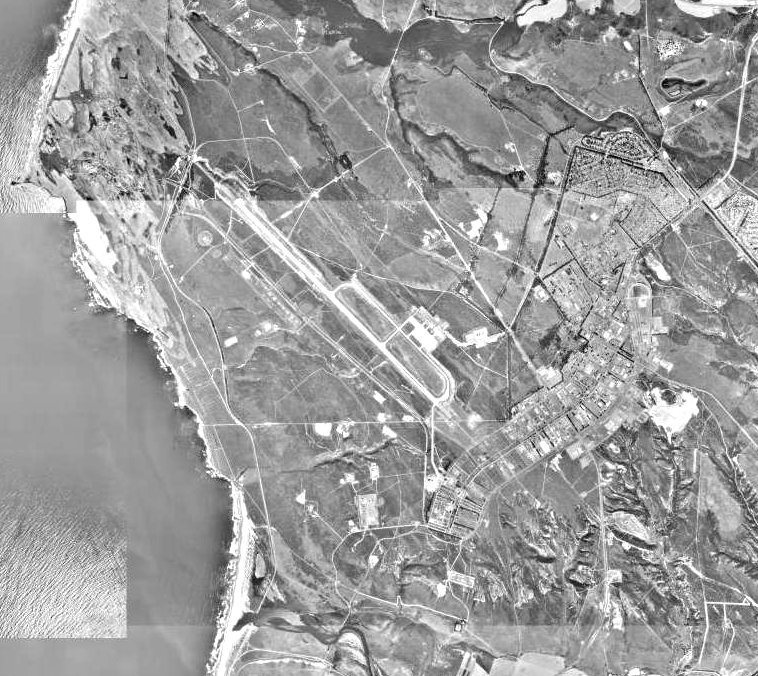
Vandenberg Air Force Base (satellitfoto från 1994)

Vandenberg Air Force Base är en militär anläggning belägen i Santa Barbara County i Kalifornien tillhörande USA:s flygvapendepartement. Vandenberg utmärks av det finns en rymdbas för USA:s rymdstyrka (fram till 2019 Air Force Space Command), som även används för civila ändamål: bland annat sändes den svenska forskningssatelliten Munin upp härifrån år 2000. 
Planer fanns tidigare att använda Vandenbergbasen som en andra uppsändningsort för NASA:s rymdfärja, men de skrinlades efter Challengerolyckan 1986. Normalt sänds 5-10 satelliter per år upp från basen.